# 勒马斯
勒马斯（Le Mars）是美国艾奥瓦州普利茅斯县的城市，是普利茅斯县的县城，位于弗洛伊德河沿岸，苏城的东北部。2010年人口普查的人口为9,826人。
勒马斯是威尔斯企业有限公司的所在地，也许是世界上最大的冰淇淋新品生产商，位于一个地方，是“世界冰淇淋之都”。 威尔斯以蓝兔子产品而闻名。